# D (együttes)
A D (ディー) japán visual kei rockegyüttes, melyet 2003-ban alapított Asagi, Ruiza és Sin.

## Története
2003 márciusában alakultak, a Syndrome együttes korábbi tagjai, Asagi (vokál), Ruiza (gitár) és Sin (gitár) hozták létre, majd kiegészült Hirokival (dobok) és Renával (basszusgitár). Már áprilisban koncertet adtak, majd a Shock Jam fesztiválon neves visual kei-előadók mellett léptek fel. Júliusban megjelent első minialbumuk New Blood címmel. Nem sokkal a megjelenés előtt Sin kilépett az együttesből majd a megjelenést követően Ruiza kórházba került. Amíg a felépülésére vártak, az együttes átmeneti tagokkal, Night of the Children néven léptek fel. Miután Ruizát kiengedték a kórházból, Hide-Zouval kiegészülve, a D visszatért, és novemberben kiadták Alice című kislemezüket. 2004 januárjában ezt egy középlemez, a Paradox követte, mely 13. helyen indított az Oricon indie slágerlistáján.
2005 júniusában Rena váratlanul kilépett az együttesből, a The Name of the Rose albumukon Hide-Zou helyettesítte a basszusgitárnál. Ugyanebben az évben elindult az együttes saját magazinja, a Mad Tea Party. Decemberben Tsunehito lett az együttes új basszusgitárosa. 2006-ban újra felvette The Name of the Rose című albumukat az új basszusgitárossal.
2008-ban az együttes nagykiadóssá vált, zenéjük bekerült a Twilight Syndrome videojáték zenéi közé, valamint a Twilight Syndrome: Dead-Go-Round című filmbe is.
2011-ben Vampire Saga című lemezük Európában is megjelent, ennek alkalmából hét országban turnéztak a kontinensen, majd az amerikai A-Kon fesztiválon léptek fel Dallasban. A turnéról visszatérve bejelentették, hogy visszatérnek korábbi független kiadójukhoz.
2012-ben újra Európában turnéztak, majd Dél-Amerikában koncerteztek.
2013-ban, alakulásuk tizedik évfordulóján bejelentették, hogy ismét nagykiadóhoz szerződtek, a Victorhoz.
2014-ben az együttes kiadta Kingdom című albumát, majd kényszerű hiátusra vonult, az énekesük temporomandibuláris ízületi betegsége miatt. Asagi 2015 nyarán tért vissza az együttesbe.

## Tagjai

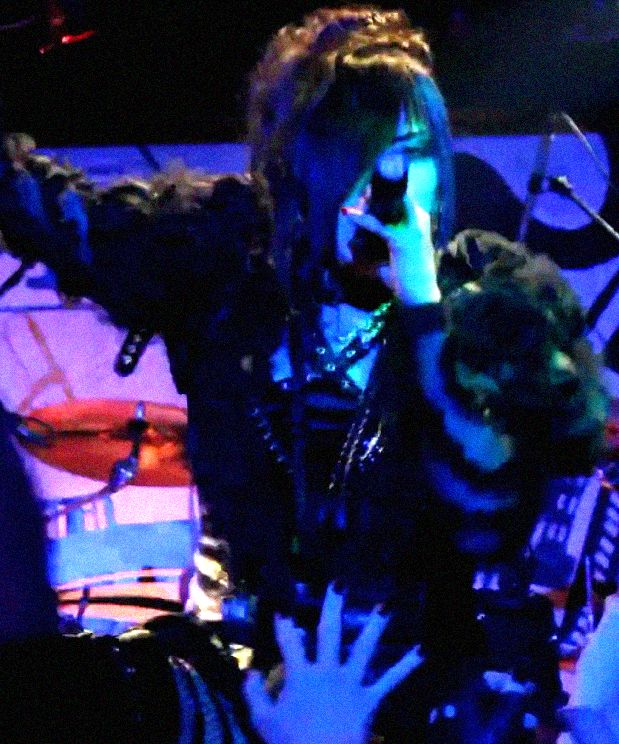
Asagi
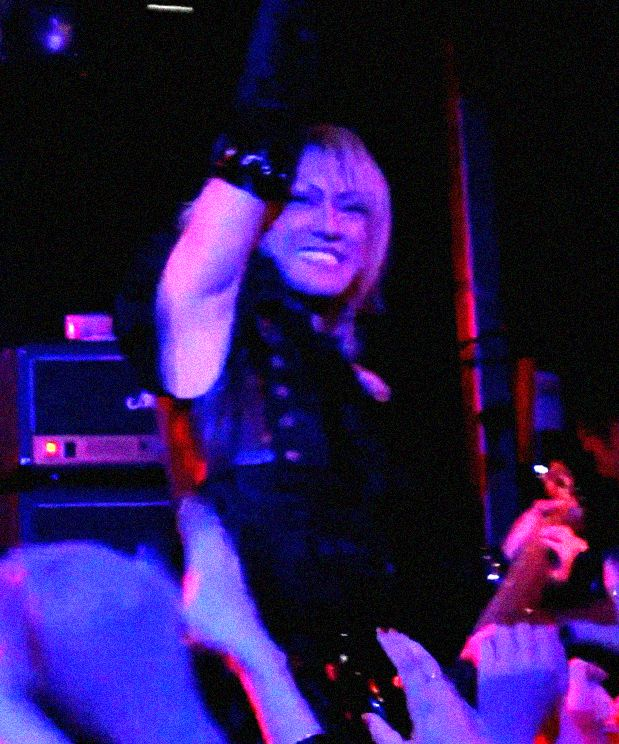
Ruiza
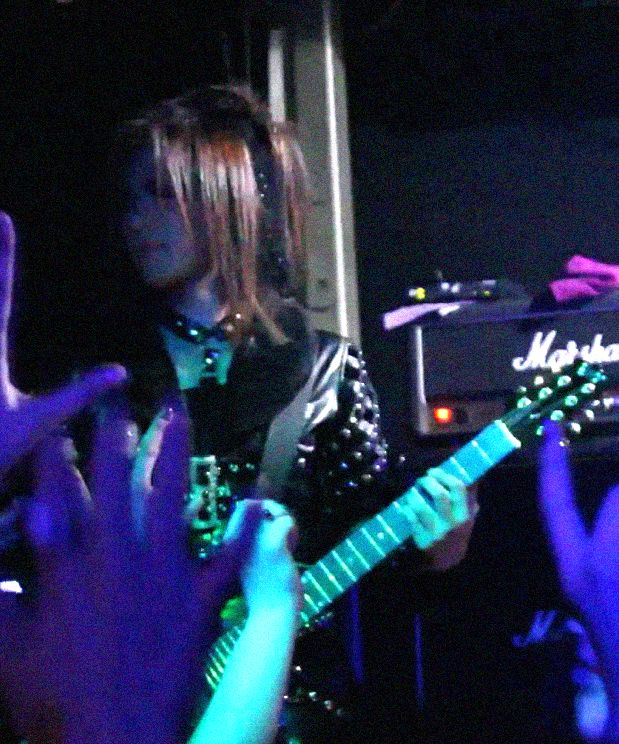
Hide-Zou
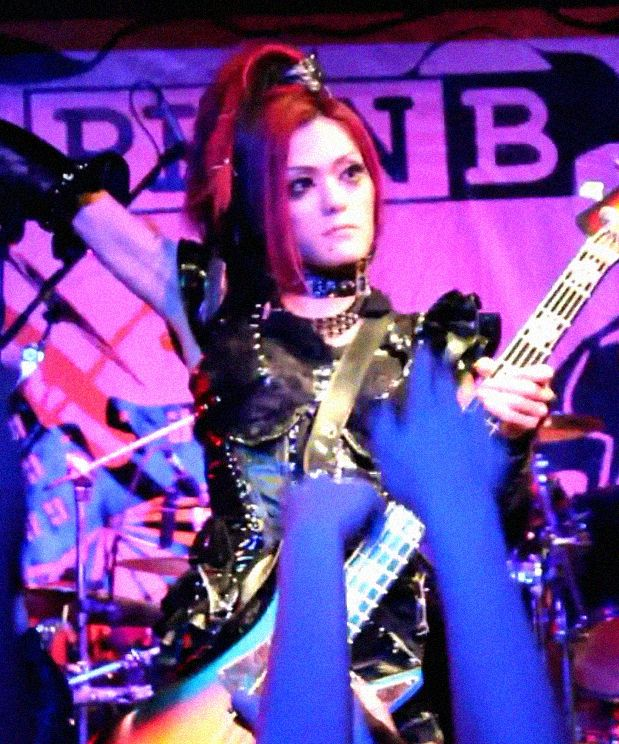
Tsunehito
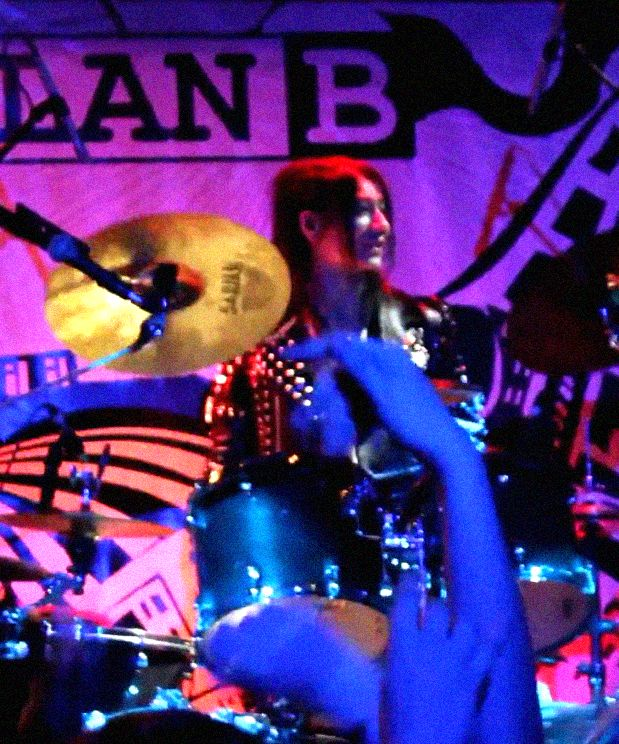
Hiroki

## Diszkográfia
Stúdióalbumok
- The Name of the Rose (2005); Oricon heti lista: #85[8]
  - The Name of the Rose – Remastered Edition (2006); #83[8]
- Tafel Anatomie (2006); #36[8]
- Neo Culture: Beyond the World (2007); #31[8]
- Genetic World (2009); #11[8]
- 7th Rose (2010); #37[8]
- Vampire Saga (2011);  #29[8]
- Kingdom (2014)
- Wonderland Savior (2016)